# Caso (Umbrien)
Caso ist eine Fraktion (italienisch frazione) der italienischen Gemeinde Sant’Anatolia di Narco in der Provinz Perugia, Region Umbrien.

## Geografie
Der Ort liegt etwa 3,5 km südöstlich des Hauptortes Sant’Anatolia di Narco und etwa 60 km südöstlich der Provinz- und Regionalhauptstadt Perugia. Der Ort liegt bei 667 m s.l.m. etwa 2 km südwestlich des Berges Monte Coscerno (1684 m) und etwa 2 km nördlich des Monte di Civitella (1565 m) oberhalb des Valcasanatals, einem linkem Teilgebiet des Valnerinatals etwa 2 km östlich des Flusses Nera. Südlich des Ortes liegt bei 590 m s.l.m. der etwa 14 Hektar große Naturpark Piano delle Melette, der den Ort von steilen Kalkwänden der Muraglie di Monte Civitella südlich trennt.
Caso hatte 2001 vierunddreißig Einwohner. 2011 waren es 30 Einwohner. Nächstgelegener Ort neben dem Hauptort Sant’Anatolia di Narco ist Gavelli, etwa 3,5 km südöstlich gelegen und ebenfalls Ortsteil von Sant’Anatolia di Narco. Das östliche Gemeindegebiet von Scheggino beginnt etwa 1 km östlich von Caso. Die Kirchen des Ortes gehören zur Pfarrei Parrocchia di Sant’Anatolia di Narco und mit ihr zum Erzbistum Spoleto-Norcia.

## Geschichte
Im 12. Jahrhundert unterstand der Ort zunächst als Privatbesitz dem Herzog von Spoleto, Corrado, dem Sohn von Konrad von Urslingen, dann dem Kirchenstaat, der die Kontrolle über Caso an die Stadt Spoleto abgab. Im 13. Jahrhundert erlangte Caso eine gewisse Autonomie und hatte eigene Statuten, der Podestà wurde allerdings von Spoleto ernannt.
Nach dem Ende des Königreich Italiens bekam Caso einen eigenen Bürgermeister, der allerdings dem Gonfaloniere aus Spoleto unterstand. Caso wurde 1895 Ortsteil von Sant’Anatolia di Narco.

## Sehenswürdigkeiten

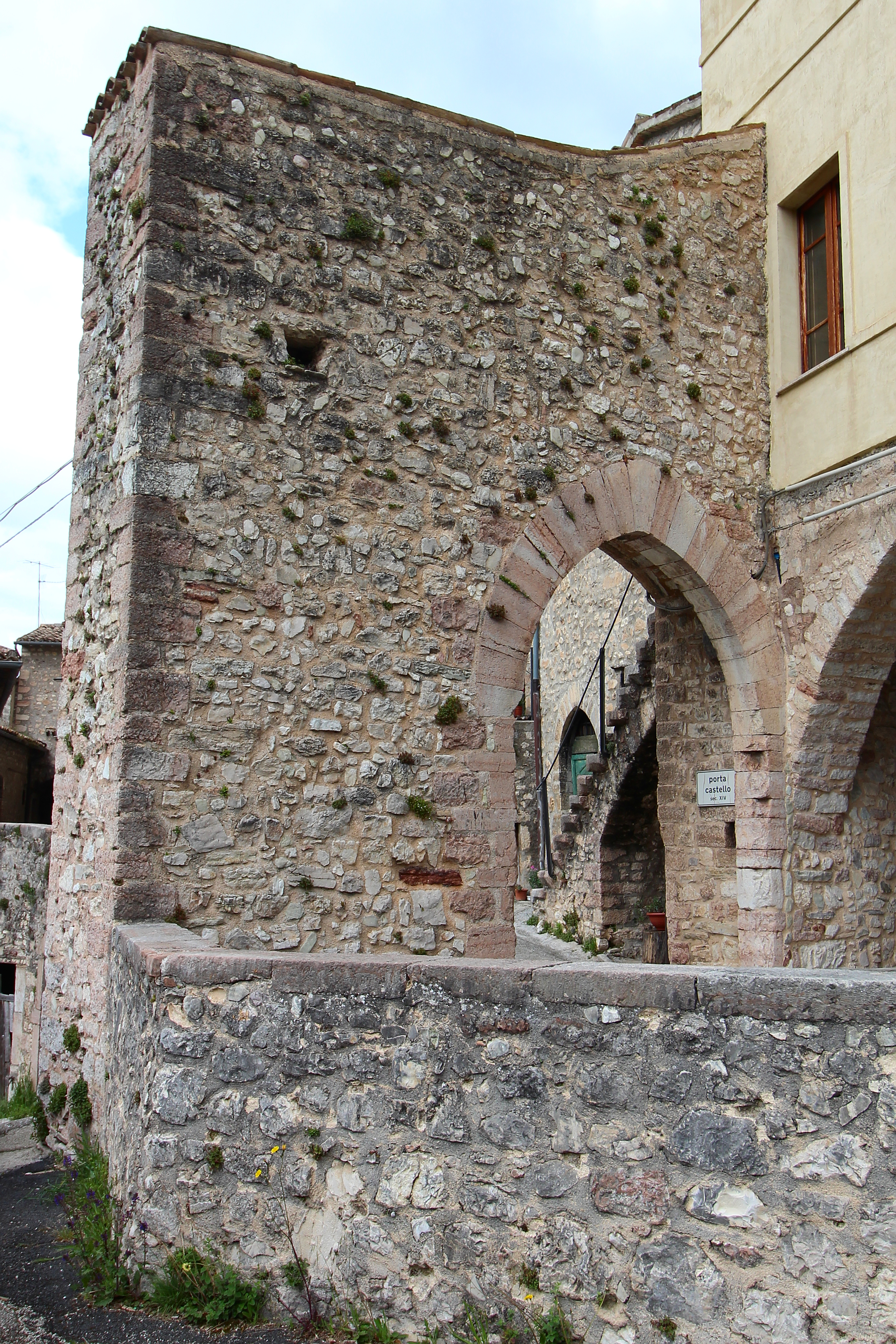
Wehrtor Porta Castello (14. Jahrhundert)

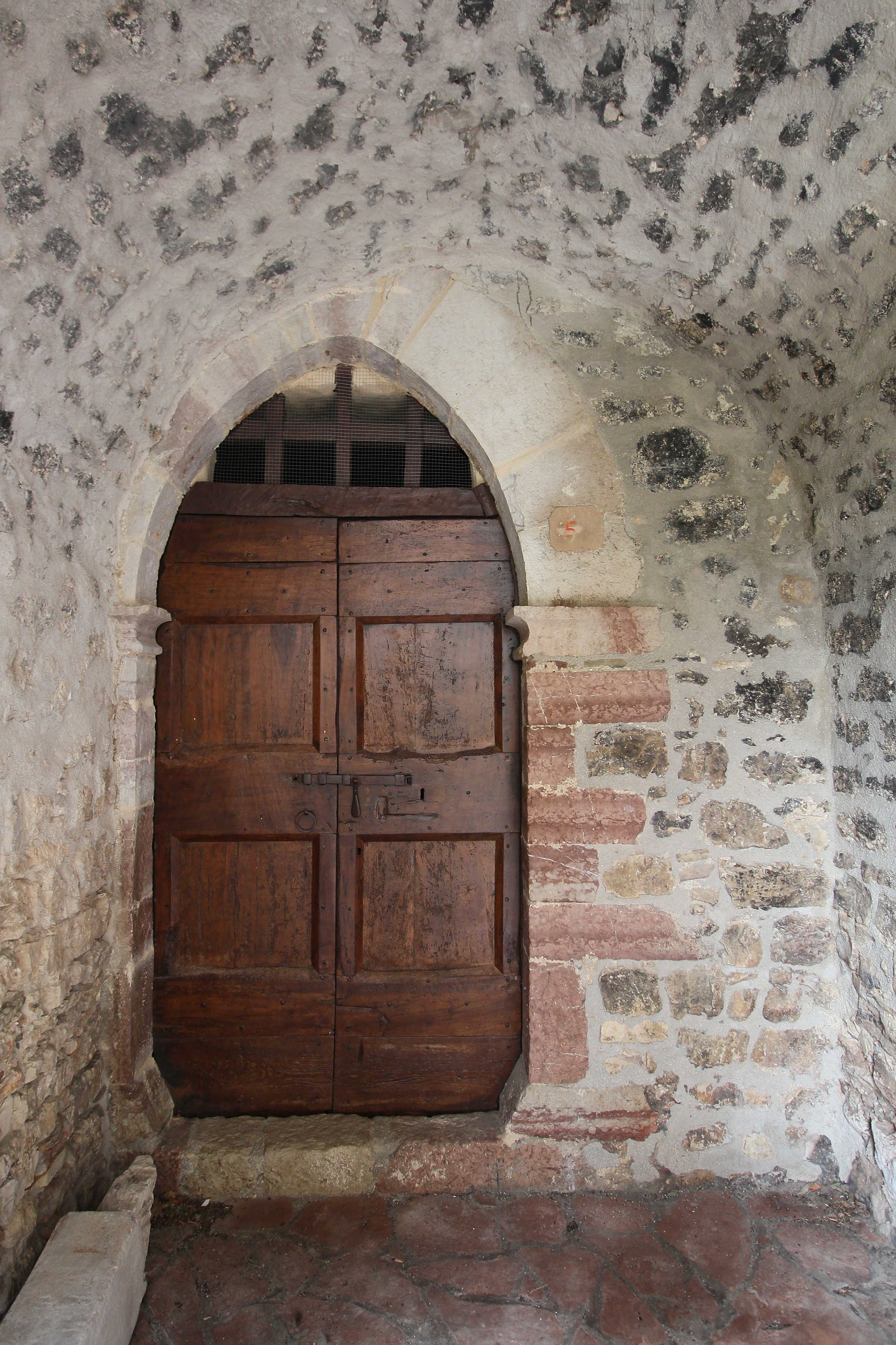
Die Kirche San Giovanni Battista

- Santa Maria Assunta, früher Santa Cristina genannt,[10] Kirche im Ortskern aus dem 13. Jahrhundert.[11] Um 1250 war der Kirche ein Klarissenkloster angeschlossen. Das Taufbecken stammt aus dem Jahr 1640. Die Fresken der Apsis stammen von Pierino Cesarei (um 1530–1602[12]) und wurden 1595 fertiggestellt.[10] Der Campanile hat drei Glocken. Die größte Glocke hat einen Durchmesser von 78,6 cm und entstand 1869 durch Vincenzo Gori aus Spoleto. Die mittlere, 1887 durch die Glockengießerei Demetrio Soli e F. aus Foligno entstandene Glocke hat einen Durchmesser von 71,3 cm bei 65 cm Höhe. Die mit 54,9 cm Durchmesser kleinste Glocke entstand 1930 durch die Fonderia Campane Giuseppe Pasqualini & Figli in Fermo.[11]
- Porta Castello, Doppelwehrtor[3] der Befestigungsmauern aus dem 14. Jahrhundert.
- Oratorio di San Giovanni Battista, Oratorium im Ortskern, das über einer Einsiedelei entstand, von der heute noch die Grotte (Grotta eremitica oder Grotta dell’eremita[9]) erhalten ist. Das Oratorium enthält Fresken aus dem 15. Jahrhundert, darunter die Abbildungen San Cristoforo, San Giovanni, San Giacomo Apostolo, San Sebastiano und Madonna della Misericordia, die mit 1474 datiert sind. Im 16. Jahrhundert wurde das Oratorium zweischiffig erweitert.[13]
- Santa Maria delle Grazie, Kirche am Ortsrand am Friedhof, die am Anfang des 16. Jahrhunderts entstand und bis 1690 Pfarrkirche war.[14] Der anliegende Friedhof entstand im 19. Jahrhundert.[15] Im Inneren der Kirche befinden sich mehrere Fresken aus dem 16. Jahrhundert, die der Schule des Lo Spagna[14][9][15] und dem nur unter Notnamen bekannten Maestro di Casteldilago zugeordnet werden.[14]
- Edicola della Santa Croce, bogengemauerte steinerne Ädikula nahe der Kirche Santa Maria delle Grazie. Die ursprüngliche Dekoration ging fast gänzlich verloren und wurde durch ein Holzkreuz ergänzt.[16]
- Santa Cristina, Kirche etwa 500 m östlich des Ortes an der Straße nach Gavelli in der Località Capu le Campore.[17] Die Kirche entstand um das 12./13. Jahrhundert.[18] Die Fresken im Innenraum werden der Schule des Lo Spagna[17] (unter anderen: Trinità trifronte, Santa Cristina, 1524) und dem unter Notnamen bekannten Maestro di Eggi (unter anderen: Madonna del Latte fra San Giacomo e San Giovanni) zugeschrieben.[18]

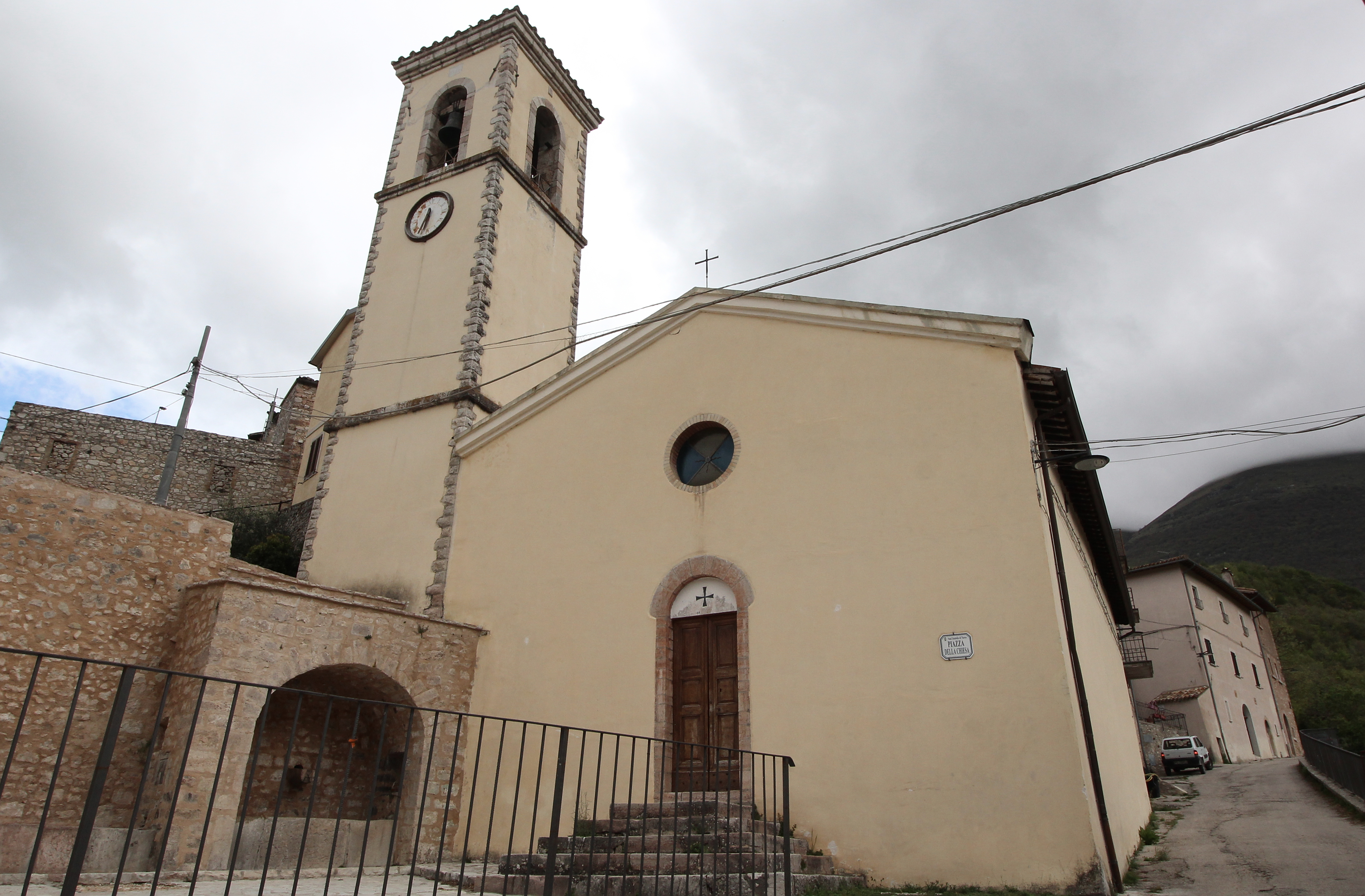
Die Kirche Santa Maria Assunta im Ortskern
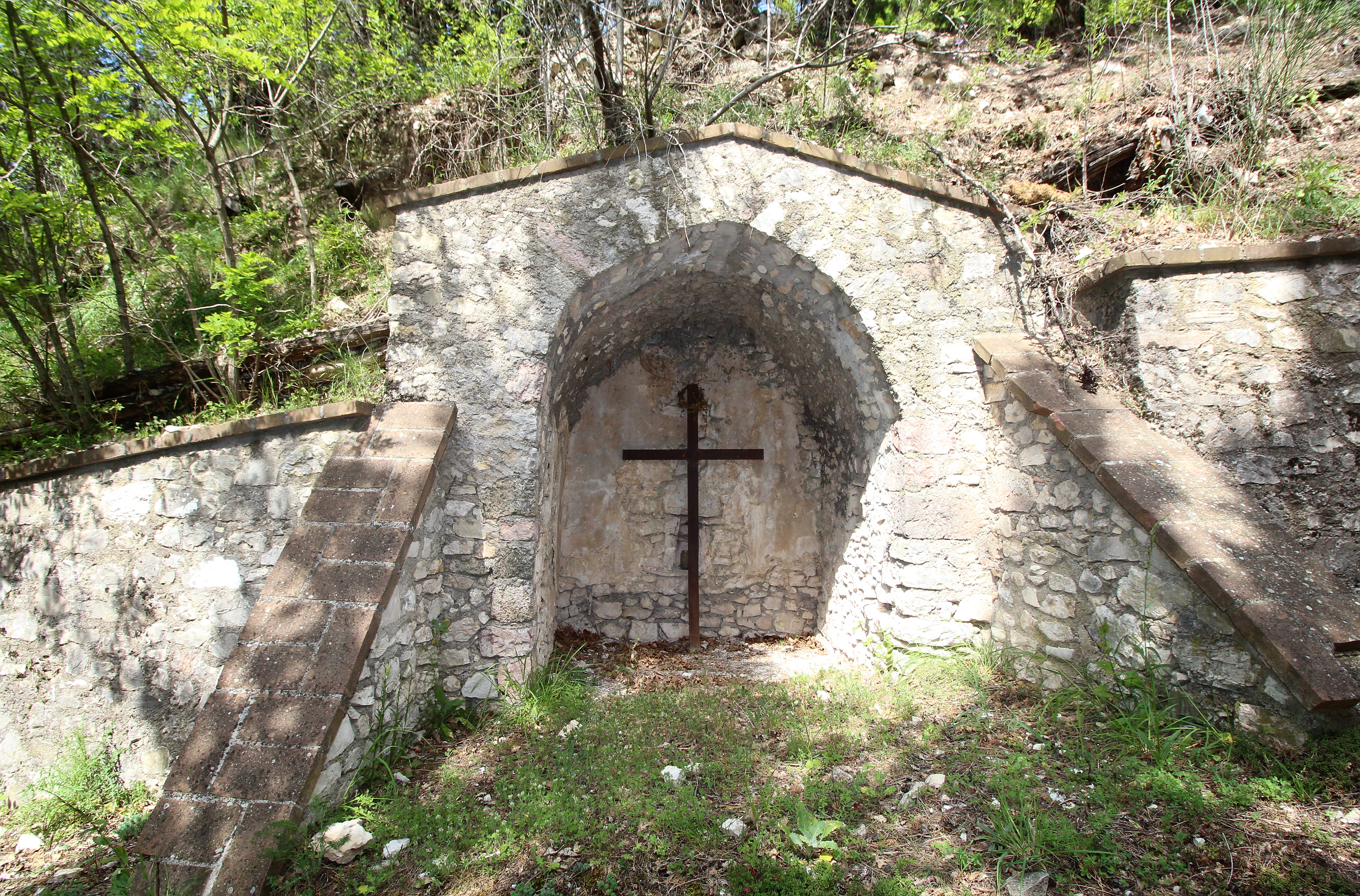
Die Edicola della Santa Croce
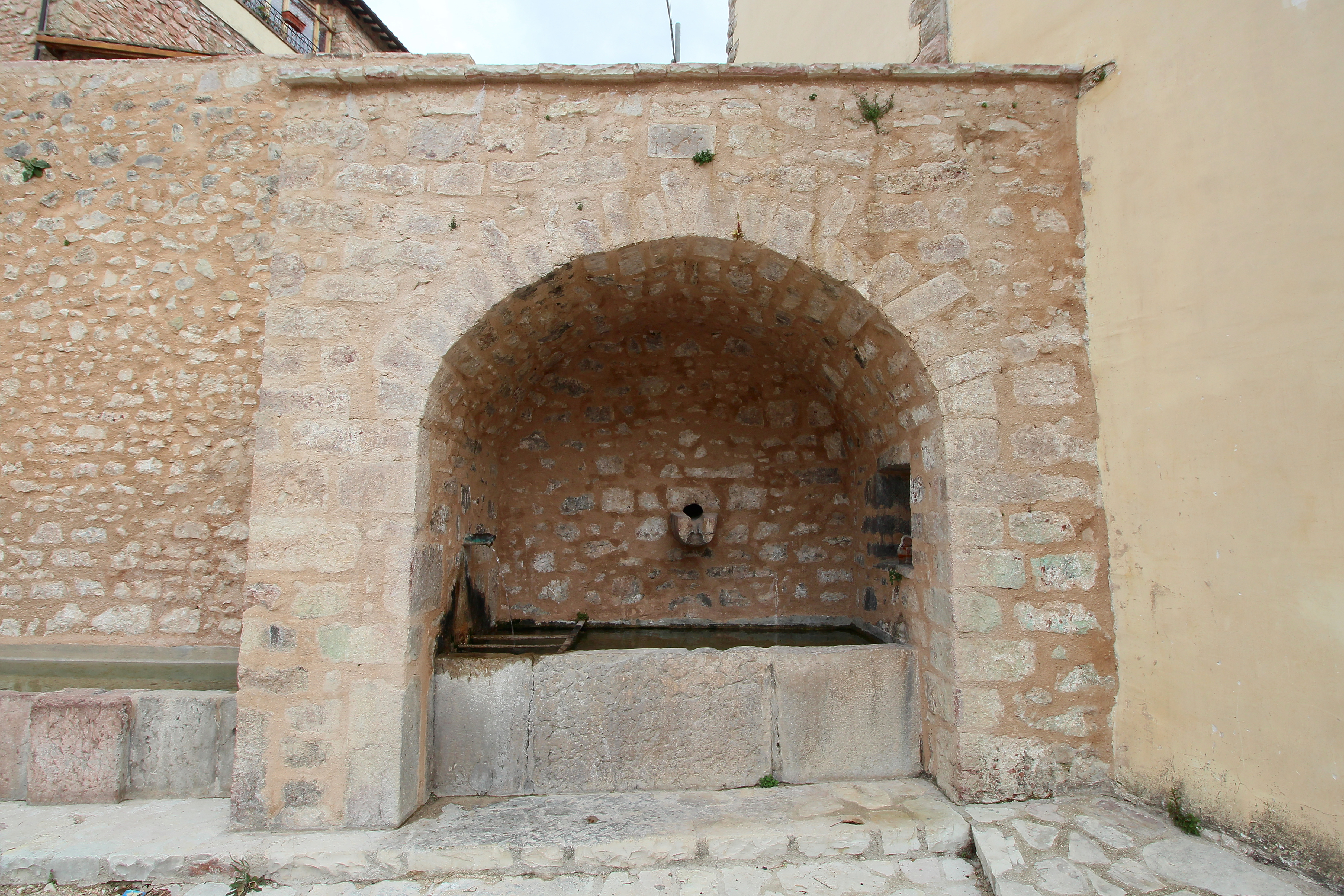
Brunnen im Ortskern
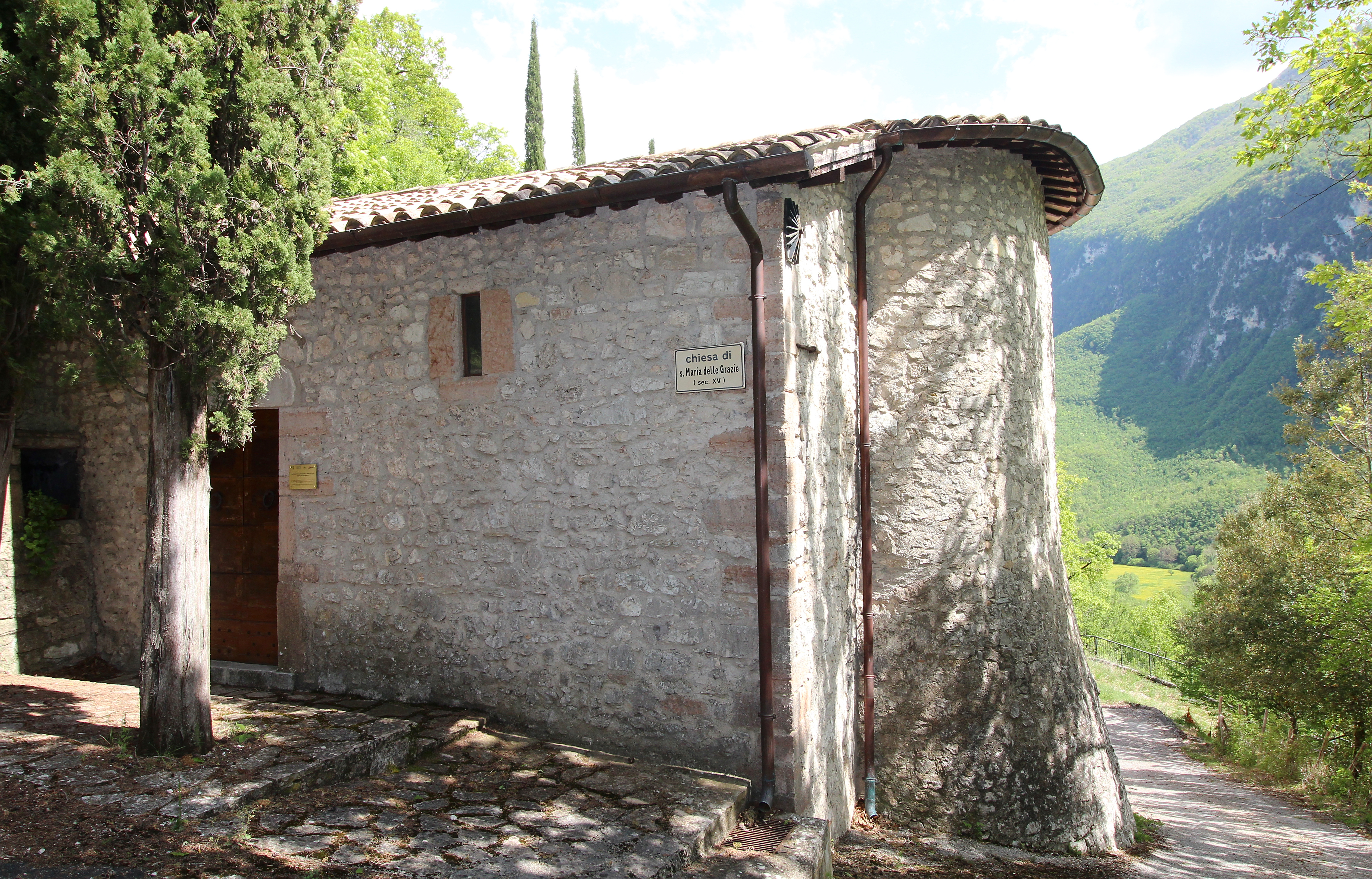
Die Kirche Santa Maria delle Grazie am Ortsrand
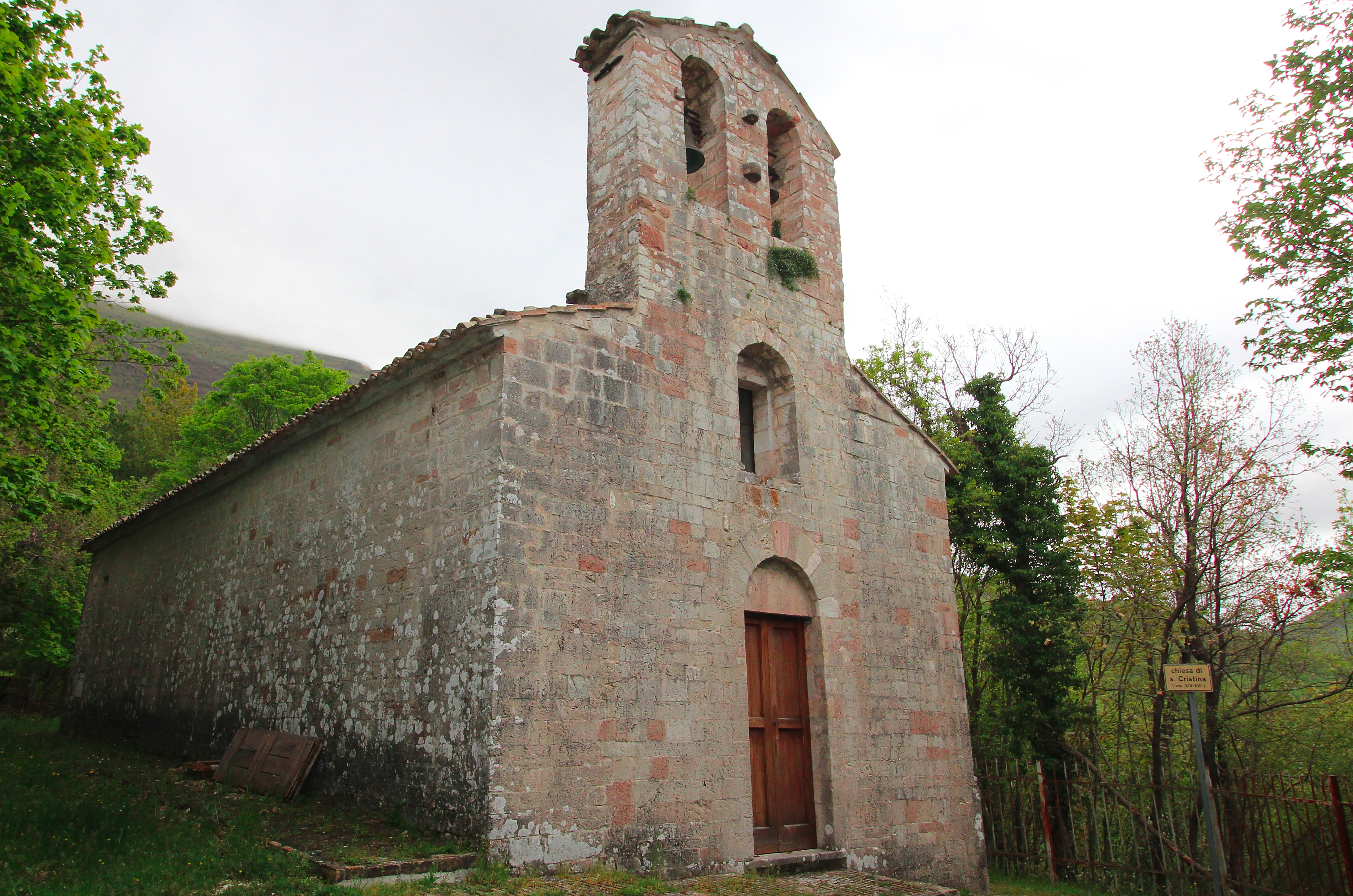
Die Kirche Santa Cristina nördlich von Caso